# Boulby
Boulby ist ein Dorf an der Nordseeküste der North York Moors in Redcar and Cleveland, Nordostengland. Nahe Boulby befindet sich die mit 203 Metern höchste Steilküste Englands, wirtschaftlich waren immer verschiedene Arten von Bergbau von Bedeutung.
Boulby entstand vermutlich, da sich in den Kliffs Alaun findet, das spätestens seit dem frühen Mittelalter an der Küste der North York Moors abgebaut wurde. Im Domesday Book ist Boulby als Bolebi oder Bollebi aufgeführt. Im Ersten Weltkrieg nutzte die britische Armee das Territorium: In Boulby steht ein knapp sechs Meter hohes Hohlspiegelmikrofon aus verstärktem Beton, das Schiffe der deutschen Marine antizipieren sollte.
Das Alaun in den Kliffs wurde anfangs im Tagebau gefördert, später wurden Tunnel in die Kliffs getrieben. Nachdem die Tunnel lange verschüttet waren, hat die Erosion sie in den 1990ern teilweise freigelegt. Es handelt sich hier um die besterhaltene Alaun-Mine der Gegend, die als Ancient Scheduled Monument geschützt ist. Touristisch profitiert das Dorf vor allem von den Steilküsten und der spektakulären Aussicht. Unter anderem führt der National Trail Cleveland Way an Boulby vorbei. Wirtschaftlich bedeutsam für die Gegend ist auch die Cleveland Potash Mine, auch oft Boulby Mine genannt, die seit den 1970er Jahren Kaliumcarbonat fördert. Dort ist das Boulby Underground Laboratory untergebracht, wo physikalische Experimente durchgeführt werden.
Die Mine in Boulby ist mit einer Zugverbindung an das nationale Eisenbahnnetz angeschlossen.